# My Gun is Quick
Pour plus de détails, voir Fiche technique et Distribution.
My Gun is Quick est un film policier américain de Victor Saville et George White sorti en 1957. Adaptant un livre de Mickey Spillane, le film est considéré comme un classique du film noir.

## Synopsis
Après avoir sauvé une prostituée d'une agression, le détective privé Mike Hammer se retrouve à enquêter sur son meurtre plus tard. Ses investigations commencent sur le vol d'un anneau que la jeune femme portait mais qui pour d'étranges raisons a disparu.  Il se trouve que le bijou faisait partie d'un lot volé par les nazis durant la seconde guerre mondiale ...

## Fiche technique
- Titre original : My Gun is Quick
- Réalisation : Victor Saville et George White
- Scénario : Richard M. Powell et Richard Collins, d'après le roman My Gun is Quick de Mickey Spillane
- Musique : Marlin Skiles
- Photographie : Harry Neumann, ASC
- Montage : Frank Sullivan
- Création des décors : Boris Leven
- Producteur : Phil Victor
- Producteur exécutif : Victor Saville
- Société de production : Parklane Pictures Inc.
- Société de distribution : United Artists
- Pays de production :  États-Unis
- Langue originale : anglais
- Format : Noir et blanc — 35 mm — 1,85:1 — Son Monophonique (Glen Glenn Sound Co. Recording)
- Genre : Thriller, film noir
- Durée : 91 minutes
- Date de sortie : États-Unis : Août 1957

## Distribution
- Robert Bray : Mike Hammer
- Whitney Blake : Nancy Williams
- Patricia Donahue : Dione
- Donald Randolph : Colonel Holloway
- Pamela Duncan : Velda
- Booth Colman : Capitaine Pat Chambers
- Genie Coree : Maria Teresa Garcia